# Dinámica de tecleo
La dinámica de tecleo, o biometría del tecleo, es la información de tiempo detallado  que describe exactamente cuando cada tecla es presionada y soltada por una persona cuando escribe en un teclado de computadora. La dinámica de tecleo es una rama de la biometría que se dedica al estudio del reconocimiento del patrón de tecleo de un usuario.

## Historia
El 24 de mayo de 1844, el mensaje ¿Qué ha hecho Dios? fue enviado  por telégrafo desde el Capitolio de EE. UU. en Washington D. C. para el Ferrocarril de Baltimore y Ohio, en Baltimore, Maryland, una nueva era en las comunicaciones había empezado. Hacia 1860, la revolución del telégrafo estaba en pleno apogeo y los operadores de telégrafo eran un recurso valioso. Con la experiencia, cada operador desarrollaba su única firma y era capaz de ser identificado simplemente por su ritmo al golpear.
En la Segunda Guerra Mundial los militares transmitían mensajes a través del Código Morse, utilizando una metodología llamada El puño del remitente. La Inteligencia Militar identificó que un individuo tenía una única forma de introducir los puntos y guiones del mensaje, creando un ritmo que podía ayudar a distinguir los aliados de los enemigos.

## Ciencia de la dinámica de tecleo
La dinámica de tecleo utiliza la manera y el ritmo en la cual un individuo escribe con un teclado. Los ritmos de golpes de teclas de un usuario son medidos y registrados por un algoritmo para desarrollar una plantilla biométrica de patrones de escritura de usuarios para autenticaciones futuras.